# ワイアーヘアード・ヴィズラ

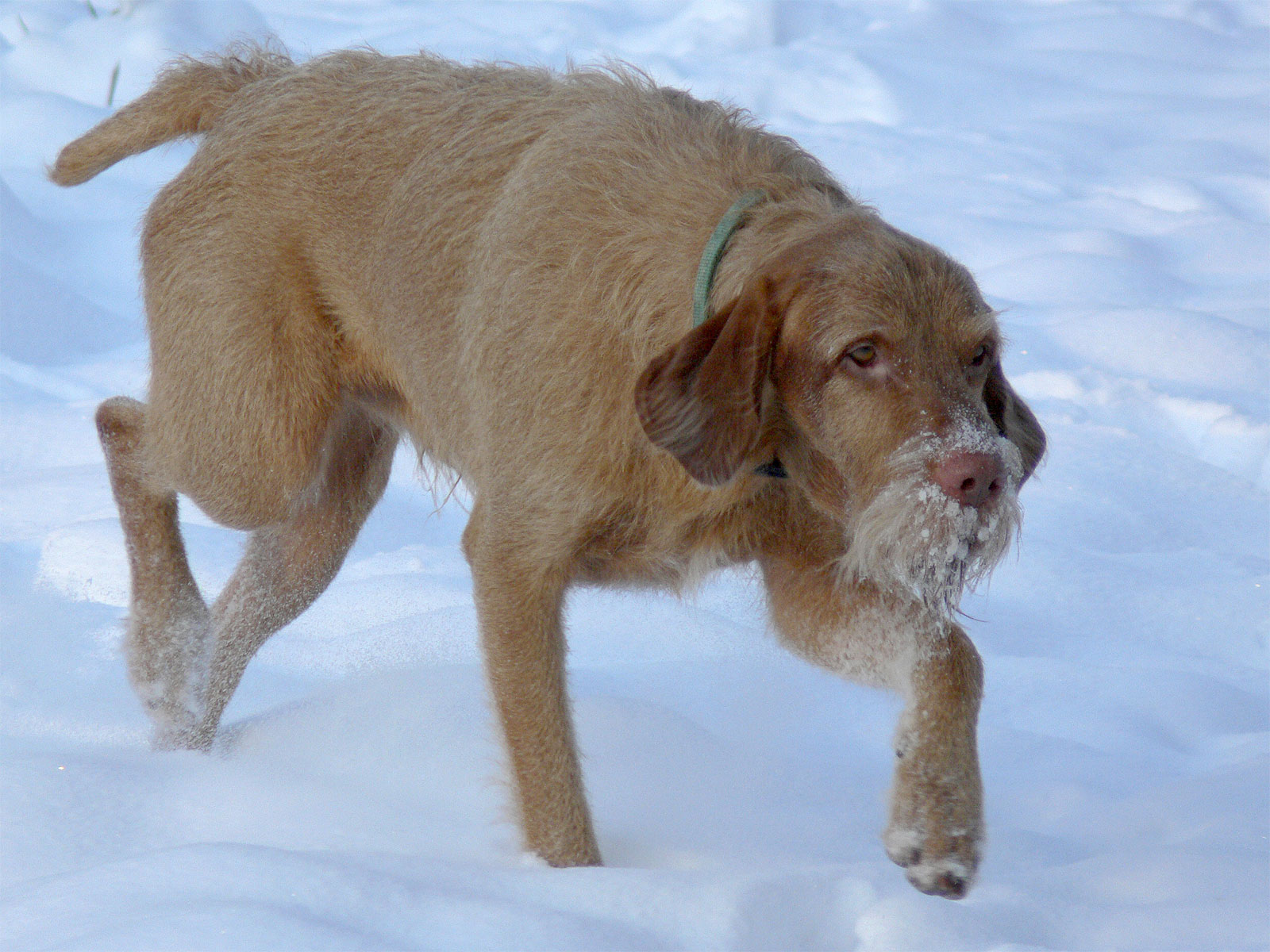
ハンガリアン・ワイアーヘアード・ヴィズラ

ワイアーヘアード・ヴィズラ（英：Wire-haired Vizsla)は、ハンガリー原産のポインター犬種である。ハンガリアン・ワイアーヘアード・ヴィズラ（英：Hungarian Wire-haired Vizsla）とも呼ばれる。その名の通り、ビズラのワイアーヘアバージョンの犬種である。

## 歴史
1904年に他の同種の犬よりも厚いコートを持っていたビズラの雌と、ジャーマン・ワイアーヘアード・ポインターの雄を交配させたことがこの犬種のはじまりである。それによって生まれた仔犬のうち2頭はドッグショーにも出場し、ポインターとしても有能なことからあるハンターに気に入られて新犬種作出のための基礎犬としてもらわれていった。その後この2頭にビズラやジャーマン・ワイアーヘアード・ポインターなどを交配させて改良を加え、1915年には早くも完成宣言が出された。1950年代に入るとハンガリーのケネルクラブに公認され、FCIには1966年に公認登録された。
現在もペットやショードッグとしてだけでなく、実用犬としても人気が高い。主にポインターとレトリーバー（回収作業犬）を同時にこなすために使われている。ちなみに、ハンガリーでは夏季にはビズラを、冬季に本種を使い分けるという伝統がある。日本には過去に輸入されたことがあったが、最近は国内で繁殖が行われていないとみられている。

## 特徴
コート以外はほとんどビズラそっくりであるが、全く違う犬種のような印象を受ける。筋肉質の引き締まった体つきで、マズルと脚が長い。耳は垂れ耳で尾は垂れ尾だが、断尾して半分の長さにすることがある。目はアーモンド型で小さいが、眼光は鋭くない。コートは硬いワイアーヘアのショートコートであるが、見た目以上に厚く、防寒性が非常に優れている。毛色はつやの無いブラウンゴールド。体高57〜64cm、体重22〜30kgの大型犬で、性格は温和で優しく、友好的である。子供や他の犬に対しても友好的で、小さな幼児に対しても比較的寛容である。家族を愛し、家庭犬として飼育するのにも向いた犬種であるが、運動量は大めである。かかりやすい病気は股関節形成不全やアレルギーなどがある。